# Коефіцієнт розкриву

Схема до розрахунку середньоексплуатаційного і поточного коефіцієнтів розкриву для пологих (а) та поточного і контурного – для похилих та крутоспадаючих покладів (б): 1– контур кар'єра при закінченні будівництва; 2–річне переміщення фронту робіт р (м); 3–річне пониження фронту робіт hр (м); 4,5 – змінення граничного контура кар'єрного поля.

Коефіцієнт розкриву (розкриття) (рос. коэффициент вскрыши, англ. stripping ratio,  barring coefficient; нім. Abraumkennzahl f, Abraumkoeffizient m — кількість покриваючих (покривних) порід, що припадає на одиницю кількості корисної копалини при відкритому способі розробки родовища. К.р. називають ваговим, якщо покриваючі породи і корисну копалину виражають у тоннах, і об'ємним, якщо в кубометрах. На практиці частіше користуються об'ємними показниками.
Розрізнюють такі осн. види К.р.:
- с е р е д н і й — відношення загального об'єму розкривних порід у контурах кар'єру або його дільниці до загального об'єму корисної копалини (к.к.), що добувається з кар'єру в тих же контурах;
- к о н т у р н и й — відношення об'єму розкривних порід, що прирізаються до кар'єру при збільшенні його глибини на один шар (уступ), до об'єму к.к. в цьому шарі (уступі);
- е к с п л у а т а ц і й н и й — відношення об'єму розкривних порід до об'єму к.к. за певний період експлуатації кар'єру або його дільниці;
- с е р е д н ь о е к с п л у а т а ц і й н и й — той же К.р. з розрахунку всього терміну експлуатації;
- п е р в и н н и й — відношення об'єму розкривних порід, вийнятих у період будівництва кар'єру, до загального об'єму к.к.;
- п о г о р и з о н т н и й — відношення об'єму розкривних порід до об'єму к.к. на одному горизонті кар'єру;
- ш а р о в и й — відношення об'єму розкривних порід у межах одного шару до об'єму к.к. в тому ж шарі;
- п о т о ч н и й — відношення об'єму розкривних порід, фактично переміщених у відвали за певний період часу (місяць, квартал, півріччя, рік), до фактичного об'єму к.к., що видобута за цей період;
- п л а н о в и й К.р. та
- г р а н и ч н и й К.р. — максимально допустимий за критерієм економічної доцільності відкритої розробки родовища.